# Passo Isabel
Il passo Isabel (Isabel Pass in inglese) è un valico di 988 metri di altezza sull'autostrada Richardson (Richardson Highway) che collega la città di Glennallen con Fairbanks attraversando la parte orientale della catena dell'Alaska (Alaska Range).

## Geografia fisica
Il passo si trova nell'area amministrativa del Census Area di Valdez-Cordova (Valdez-Cordova Census Area) al confine con il Census Area di Southeast Fairbanks (Southeast Fairbanks Census Area). Dal passo in direzione nord-est si può vedere il ghiacciaio Gulkana. Accanto al passo inoltre scorre l'oleodotto Trans-Alaska Pipeline System. A nord del passo (per circa 19 chilometri) sulla destra (andando verso Delta Junction) è possibile vedere le anse create dal fiume Gulkana. La cittadina più vicina è Paxson a circa 11 chilometri verso sud.

## Storia e etimologia
L'Autostrada Richardson e quindi il passo è stato costruito su iniziativa del colonnello Wilds Richardson, primo presidente della commissione per la costruzione della strada. Sul passo è presente un monumento commemorativo dedicato a Richardson. Il nome del passo è stato dato in onore della moglie Isabel del cercatore d'oro Elbridge Truman Barnett arrivato in Alaska nel 1890, primo sindaco di Fairbanks.

## Alcune immagini

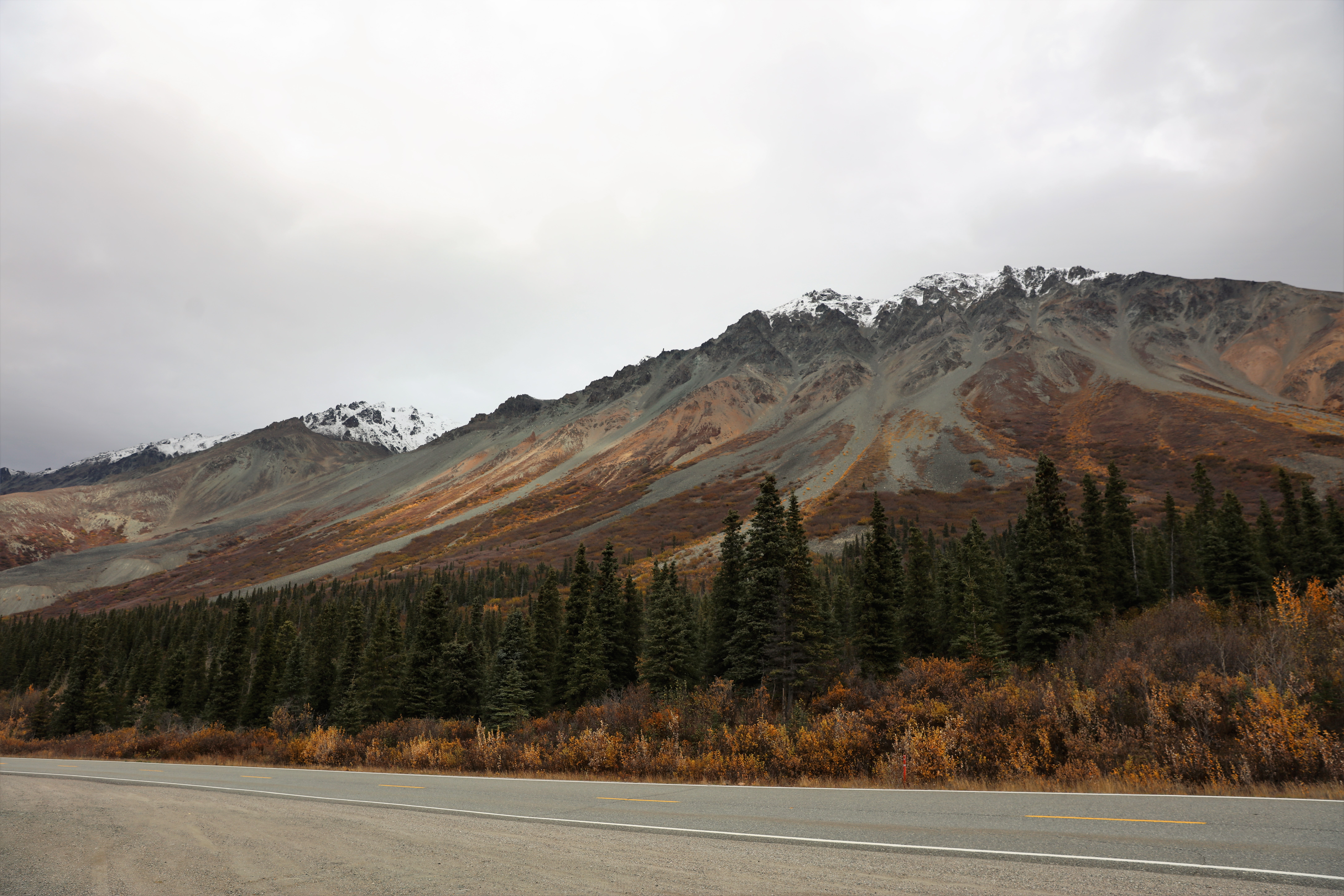
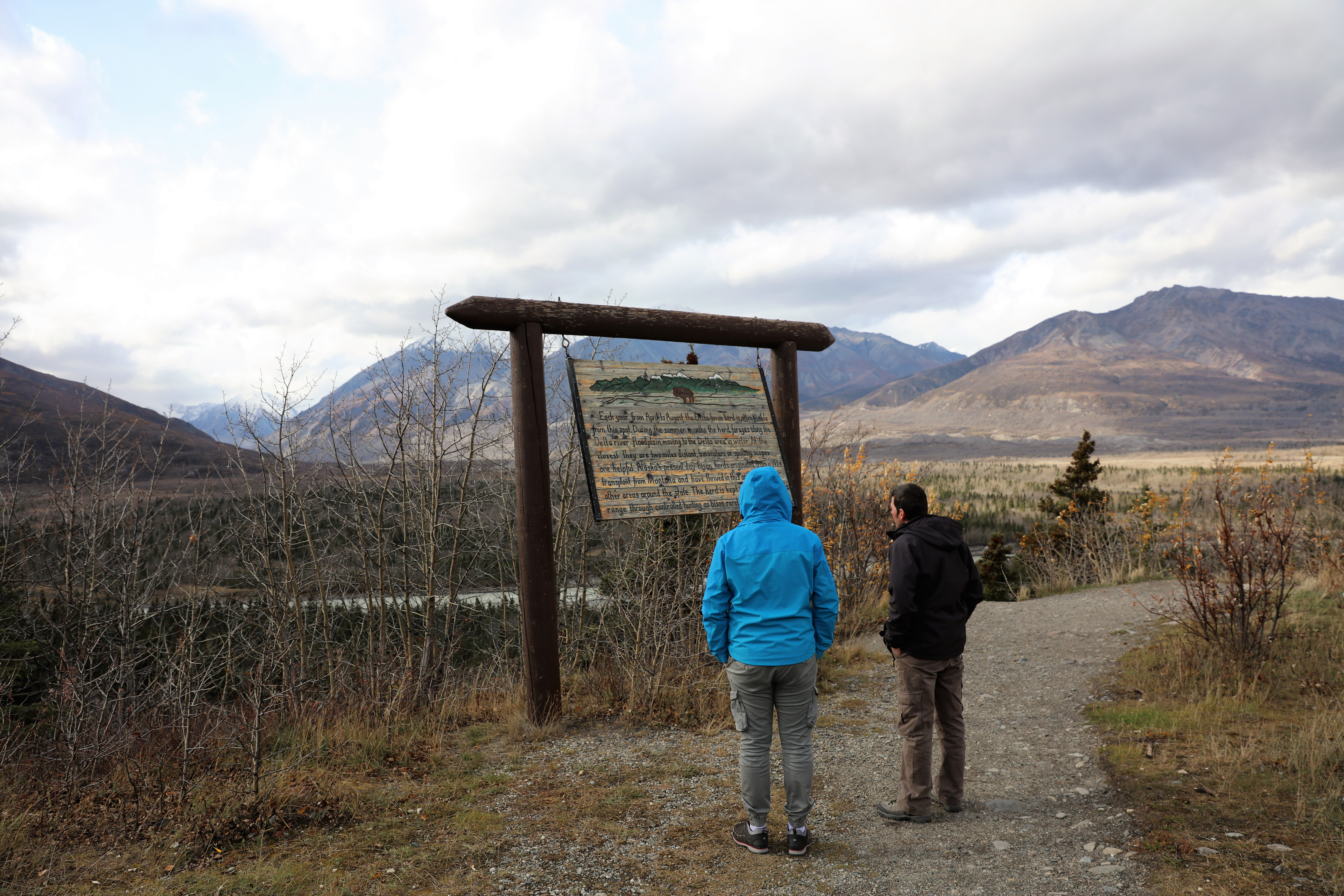
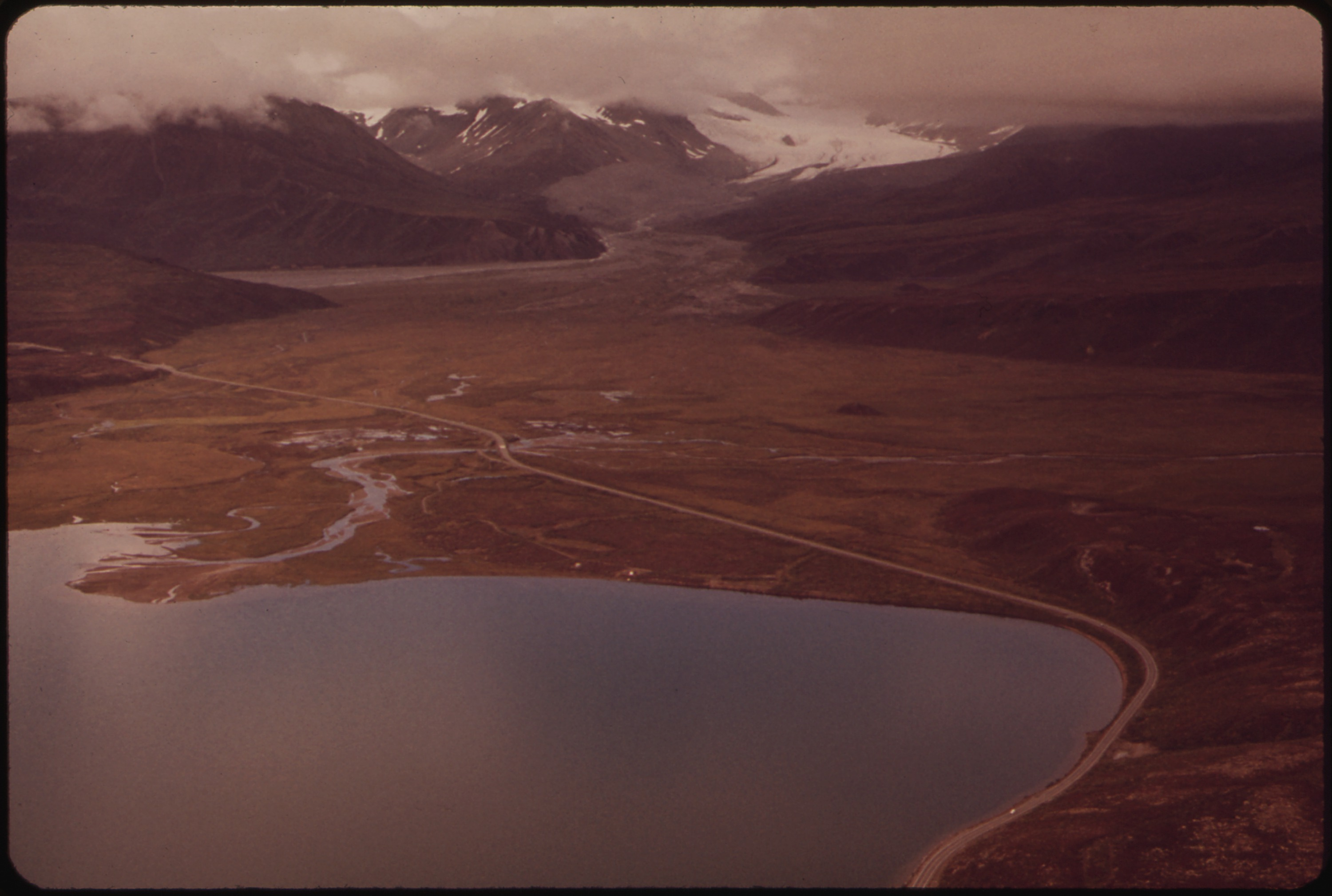